# زراعة متعاقبة
في الزراعة، تشير الزراعة المتعاقبة أو المُنَاوَبَة الزرَاعيَّة أو الدورة الزراعية (بالإنجليزية: Succession planting) إلى العديد من طرق الزراعة التي تزيد من توافر المحاصيل خلال موسم النمو من خلال الاستخدام الفعال للمساحة والتوقيت.
هناك أربع طرق أساسية يمكن دمجها أيضًا:
- محصولين أو أكثر على التوالي: بعد حصاد محصول واحد، يزرع محصول آخر في نفس المساحة. طول موسم النمو، والمناخ، واختيار المحاصيل هي العوامل الرئيسية. على سبيل المثال، يمكن أن يتبع محصول الربيع الموسمي البارد محصول صيفي محب للحرارة.
- مزروعات متتالية لنفس المحصول: يتم إجراء العديد من المزارع الصغيرة على فترات زمنية محددة، بدلاً من نضجها جميعها في وقت واحد. تنضج النباتات في مواعيد متدرجة، مما يخلق حصادًا مستمرًا لفترة طويلة. الخس وخضروات السلطة الأخرى هي محاصيل شائعة لهذا النهج. داخل حديقة صغيرة أو حديقة منزلية، تكون هذه الطريقة مفيدة في التحايل على الغلة الكبيرة الأولية من المحصول وتوفير عائد ثابت أصغر يمكن استهلاكه بالكامل.[2] يُعرف هذا أيضًا بزراعة التتابع.[3]
- محصولين أو أكثر في وقت واحد: يتم زراعة محاصيل غير متنافسة، غالبًا مع تواريخ نضج مختلفة، معًا في أنماط مختلفة. الإقحام هو نهج نمط واحد. الزراعة المصاحبة هي ممارسة تكميلية ذات صلة. تُعرف هذه الطريقة أيضًا بالزرع: ممارسة زراعة نوعين من النباتات في نفس المكان.[3] تتطلب عملية الزرع كمية معينة من التخطيط المسبق ومعرفة تواريخ النضج لأنواع مختلفة من الخضروات. وقد لوحظ أن الزراعة الناجحة والبستنة المكثفة تتم في أسرة مرتفعة داخل مناطق الزراعة.[4] قد يثير زراعة محصولين أو أكثر من المحاصيل غير المتنافسة مشكلات تتعلق بالأمراض المنقولة بالتربة والحشرات التي تؤثر فقط على نوع واحد من النباتات. اعتمادًا على مدى قرب الأصناف المزروعة، يعد فشل المحاصيل أمرًا ممكنًا.[5]
- تواريخ نضج مختلفة لنفس المحصول: يتم اختيار العديد من الأصناف، مع تواريخ نضج مختلفة: في وقت مبكر، الموسم الرئيسي، متأخر. مزروعة في نفس الوقت، تنضج الأصناف واحدة تلو الأخرى خلال الموسم.

يمكن استخدام هذه التقنيات لتصميم نظم زراعة معقدة وعالية الإنتاجية. كلما اشتملت الخطة على المزيد من المعرفة التفصيلية المطلوبة للأصناف المحددة وكيفية أدائها في موقع متزايد النمو. كتب عدد من مؤسسات التعليم العالي عن مزايا الزراعة المتعاقبة وحدد إرشادات شاملة لهذا النمط الحيوي المكثف لزراعة المحاصيل الصغيرة. هناك اختلافات عديدة في أدلة الزراعة المتعاقبة بسبب تنوع المناخ وظروف التربة التي تشهدها جميع أنحاء العالم. هناك فروق ذات دلالة إحصائية بين زراعة تعاقب الطقس البارد وزراعة تعاقب الطقس الدافئ.
عادة ما يظهر مصطلح «زراعة متعاقبة» في الأدبيات الخاصة بالحدائق المنزلية والزراعة الصغيرة. تتضمن بعض التعريفات واحدًا أو أكثر، ولكن ليس كل التقنيات الأربعة الموضحة أعلاه.
غالبًا ما يستخدم الزرع المتعاقب في الزراعة العضوية. تصف المحاصيل المتعددة بشكل أساسي نفس الطريقة العامة. يشير محصول الوسيط إلى نوع معين من الزراعة المتعاقبة، حيث يزرع محصول سريع النمو في وقت واحد مع أو بين المزروعات المتتالية لمحصول رئيسي.
وقد تم الترويج للزراعة المتعاقبة كوسيلة لتقليل مخاطر تلف المحاصيل لصغار المزارعين. وهذا يشمل خطر الظروف الجوية السيئة، وزيادة ظروف الآفات وفشل البذور.